# 29547 Yurimazzanti
29547 Yurimazzanti è un asteroide della fascia principale. Scoperto nel 1998, presenta un'orbita caratterizzata da un semiasse maggiore pari a 3,0568717 au e da un'eccentricità di 0,0749962, inclinata di 11,59575° rispetto all'eclittica.